# Oscar Ling Cartwright
Oscar Ling Cartwright (12 de abril de 1900 - 21 de março de 1983) foi um entomologista americano que se especializou em besouros do tipo escaravelho. Ele é homenageado no gênero do escaravelho Cartwrightia e em mais 16 espécies de insetos.